# سیارک ۷۶۷

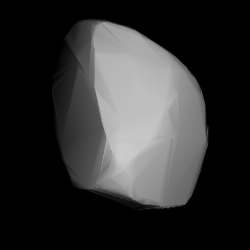
مدل سه‌بُعدی سیارک ۷۶۷ بر اساس منحنی نور آن

سیارک ۷۶۷ (به انگلیسی: 767 Bondia، نامگذاری:1913SX) هفتصد و شصت و هفتمین سیارک کشف شده‌است که در ۲۳ سپتامبر ۱۹۱۳ کشف شد.
قدر مطلق سیارک برابر ۱۰٫۰۰ است.